# Dorstiana dorsti
Dorstiana dorsti là một loài bướm đêm trong họ Noctuidae.